# Malabaila echinulata
Malabaila echinulata är en flockblommig växtart som beskrevs av Pierre Edmond Boissier och Benedict Balansa. Malabaila echinulata ingår i släktet Malabaila och familjen flockblommiga växter. Inga underarter finns listade i Catalogue of Life.